# Таганрогская улица (Москва)
Таганро́гская улица — улица, расположенная в Юго-Восточном административном округе города Москвы на территории района Люблино.

## История
Названа в 1964 году в честь города Таганрог Ростовской области. До этого, в составе города Люблино эта улица включала улицу Гоголя и часть улицы Островского. Переименование произведено после включения в 1960 году Люблино в черту Москвы в целях устранения одноимённости.

## Расположение

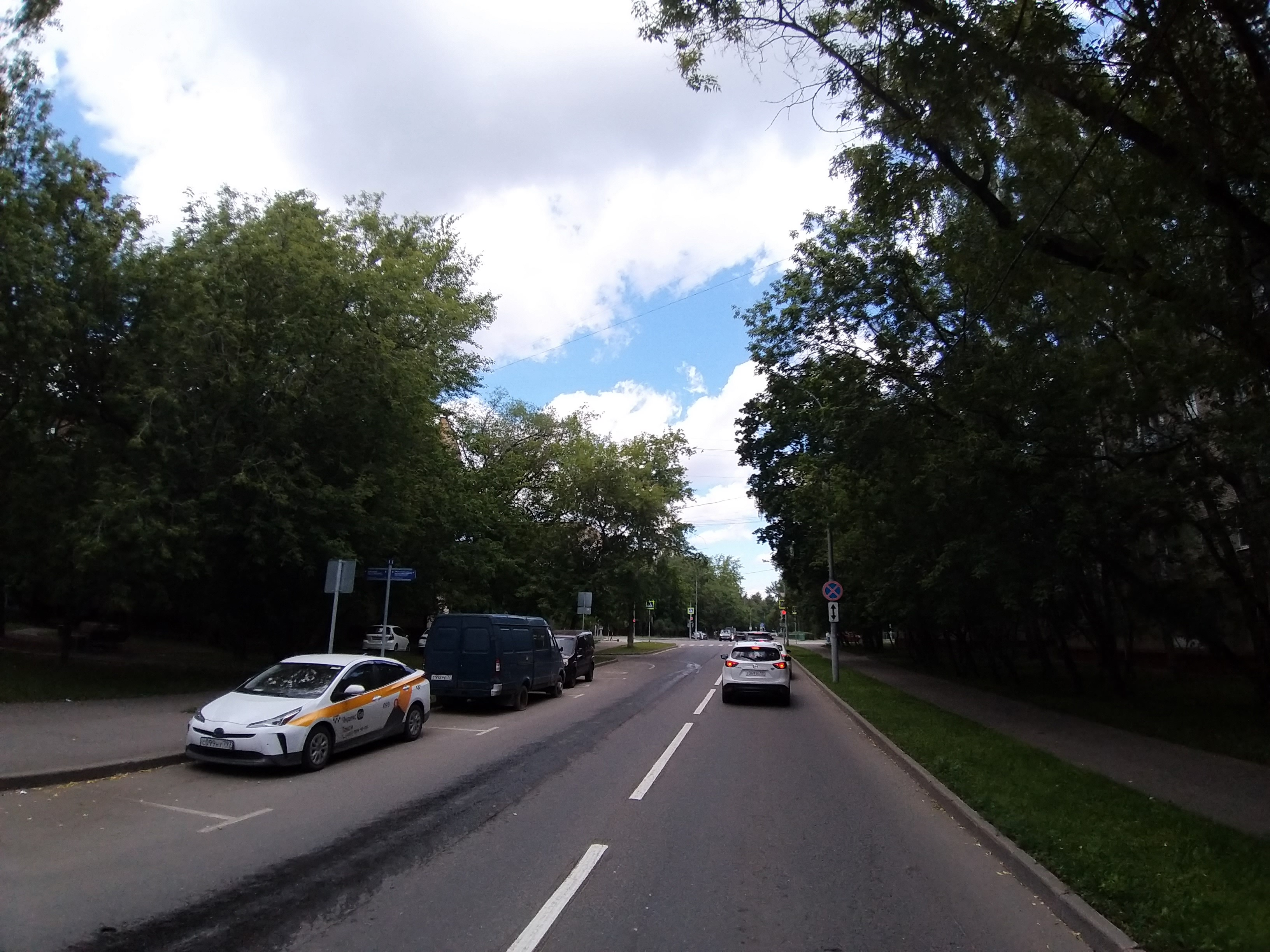
Таганрогская улица

Улица расположена между долиной реки Чурилиха (Пономарка) и Новороссийской улицей. Таганрогская улица идёт на юго-запад, по ходу движения с северо-запада к ней примыкает Спортивный проезд; пересекает Ставропольскую и Краснодарскую улицы. Затем меняет направление на восток, продолжается далее и заканчивается, упираясь в Новороссийскую улицу.

## Примечательные здания и сооружения

### по нечётной стороне
- Дом 9, корпус 2 — межрайонный центр «Дети улиц» ЮВАО.
- Дом 23 — Государственное бюджетное учреждение здравоохранения города Москвы "Московский научно-практический центр дерматовенерологии и косметологии Департамента здравоохранения города Москвы" Филиал "Люблинский"[3].
- Дом 25 — инженерная служба ГУ Диспетчерская района Люблино.

### по чётной стороне
- Дом 2 — инспекция Федеральной налоговой службы России № 23.
- Дом 14а — ПТУ «Школа Апогей».
- Дом 22 — детский сад № 616 (с ясельными группами).

## Транспорт

### Автобус
По Таганрогской улице не проходят маршруты автобусов. Ближайшие остановки:
- «Таганрогская улица» на пересечении со Ставропольской улицей:
  - 54 — до метро «Текстильщики» (в центр), до метро «Люблино» (из центра).
  - 228 — до метро «Волжская» и «Текстильщики» (в центр), до метро «Люблино» (из центра).
- «Армавирская улица» на пересечении с Краснодарской улицей:
  - 30 — до метро «Печатники» (в центр), до метро «Люблино» (из центра).
  - 658 — до метро «Волжская» и «Кузьминки» (в центр), до метро «Люблино» (из центра)[4].

### Метро
- Станция метро «Люблино» Люблинско-Дмитровской линии.
- Станция метро «Волжская» Люблинско-Дмитровской линии.